# Heinrich Küster
Wilhelm E. Heinrich Küster (ur. 16 sierpnia 1870 w Hanowerze, zm. 1 lipca 1956 w Görlitz) – niemiecki architekt i urzędnik budowlany, w latach 1909–1933 miejski radca budowlany (Stadtbaurat) miasta Görlitz.

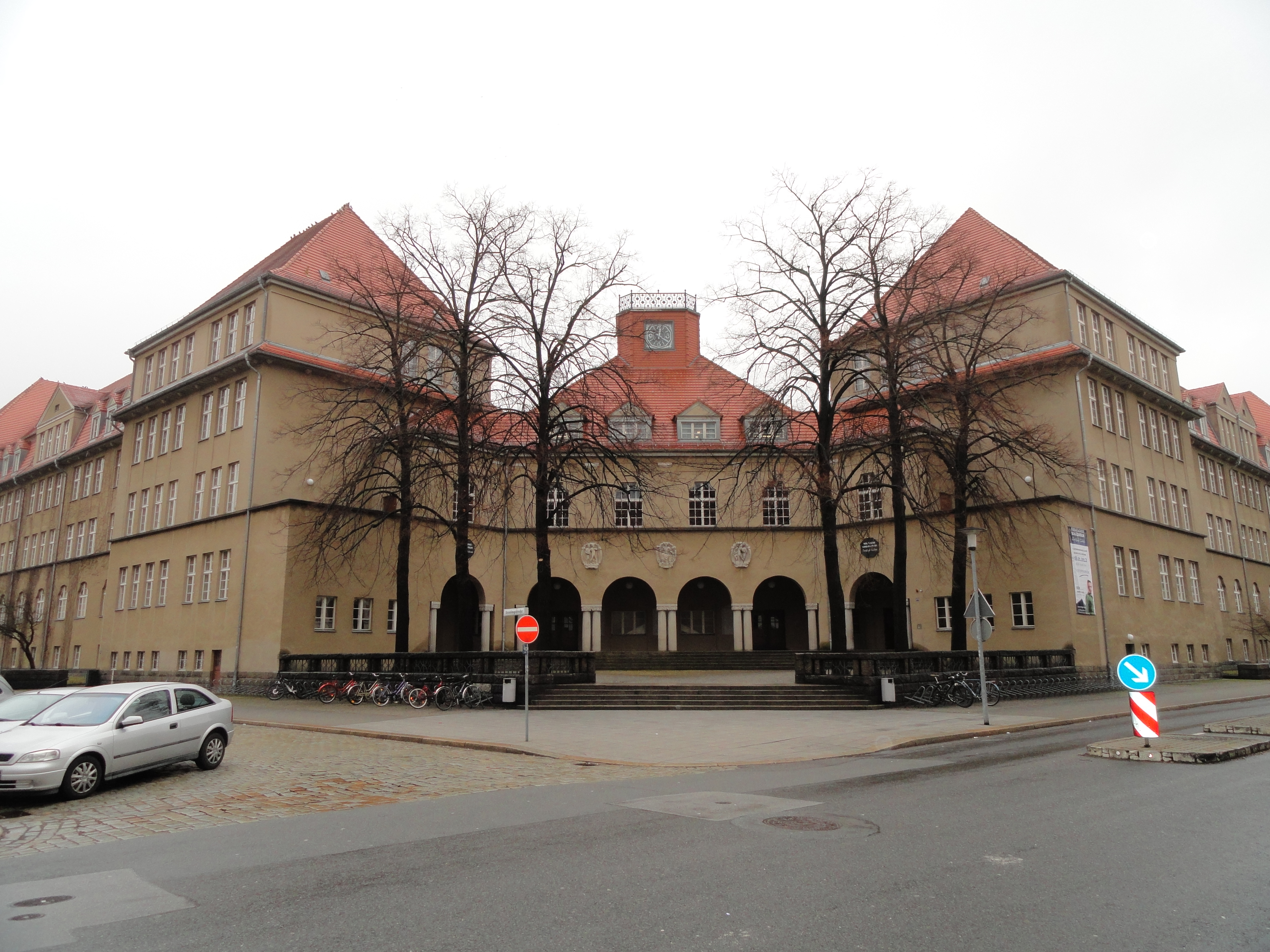
Jeden z budynków w Görlitz, zaprojektowany przez Küstera: Zespół Szkół Zawodowych im. Christopha Lüdersa

## Życie i twórczość
Heinrich Küster był synem malarza Alberta Küstera i jego żony Julie, z domu Cordes. Po zdaniu egzaminu maturalnego studiował w latach 1890–1895 architekturę na Królewskiej Wyższej Szkole Technicznej (politechnice) w Hanowerze, a następnie obronił pracę doktorską. Przez pewien czas pracował jako pruski urzędnik państwowy w randze rządowego radcy budowlanego (asesora) w Elberfeld, ale w 1899 zwolnił się ze służby. Później (w 1905) w Oberhausen pełnił funkcję miejskiego inspektora budowlanego, a od 1 czerwca 1905 do 1908 pracował na takim samym stanowisku we Wrocławiu, gdzie wraz z Richardem Plüddemannem zaprojektował nadającą wyraz wnętrzu żelbetową konstrukcję hal targowych: Hali nr I przy ul. Piaskowej i Hali nr II przy ul. Kolejowej.
W 1909 Küster otrzymał powołanie do Görlitz na stanowisko miejskiego radcy budowlanego – etatowego kierownika miejskiej administracji budowlanej (urzędy ds. nieruchomości, inwestycji, planowania urbanistycznego, niższy urząd budowlany) w randze członka magistratu. Pełnił tę funkcję przez prawie 24 lata. Miasto Görlitz (wówczas rozciągające się także na współczesny Zgorzelec) stawało się w tym okresie wielkim miastem (w 1910 r. – około 88 tys., a w 1930 – około 94 tys. mieszkańców) i borykało się z problemami związanymi z rosnącym ruchem ulicznym i zapotrzebowaniem na inwestycje komunalne. Dlatego też Küster opracował do 1923 nowoczesny plan zabudowy, który zastąpił poprzedni, sporządzony w roku 1871. Plan Küstera definiował klasy zabudowy (z określeniem dopuszczalnej wysokości obiektów budowlanych, rodzaju zagospodarowania i stopnia wykorzystania działki) oraz wielostopniowy system komunikacyjny. Heinrich Küster zaprojektował w Görlitz wiele budynków użyteczności publicznej, m.in. krematorium przy Luthersteig (1913, pierwsze na Śląsku) i zespół szkół na rogu Carl-von-Ossietzky-Straße i Lessingstraße (1911–1913), obecnie Zespół Szkół Zawodowych im. Christopha Lüdersa.
Küster był ponadto autorem i współautorem kilku książek i artykułów na temat urbanistyki.
Wraz z żoną Marie z domu Müller (ur. 17 stycznia 1871, zm. 4 sierpnia 1952) Küster odbył wiosną 1925 podróż do Nowego Jorku.

## Publikacje Heinricha Küstera
- Heinrich Küster: Die Belichtung von Aufenthaltsräumen in den Bauordnungen. Berlin: Karl Heymanns Verlag, 1908. Brak numerów stron w książce
- Heinrich Küster. Die Verwendung des Eisenbetons bei den Breslauer Markthallen. „Mitteilungen über Zement, Beton- und Eisenbetonbau”, s. 34-36, 1909. Berlin. [dostęp 2013-01-19].
- Ewald Genzmer, Heinrich Küster: Bebauungsplan und Bauordnung. Dresden: Deutscher Verlag für Volkswohlfahrt, 1917. Brak numerów stron w książce
- Georg Snay, Heinrich Küster, Bruno Salomon (red.): Görlitz. T. 13. Berlin-Friedenau: Deutscher Kommunal-Verlag, 1925, seria: Monographien deutscher Städte. Brak numerów stron w książce